# Bohukały (gmina)
Bohukały – dawna gmina wiejska istniejąca w latach 1809–1954 na Lubelszczyźnie. Siedzibą gminy były Bohukały.
Gmina Bohukały powstała w 1809 roku w Księstwie Warszawskim. Po podziale Królestwa Polskiego na powiaty i gminy z początkiem 1867 roku gmina Bohukały weszła w skład w powiatu konstantynowskiego w guberni siedleckiej (w latach 1912–1915 jako część guberni chełmskiej). Gmina składała się z 13 wsi: Bohukały, Derło, Kołczyn, Krzyczew, Kuzawka, Łęgi, Mokrany Nowe, Mokrany Stare, Neple, Nowosiółki, Samowicze, Woroblin i Zaczopki.
W okresie międzywojennym gmina weszła w skład woj. lubelskiego a po likwidacji powiatu konstantynowskiego z dniem 1 kwietnia 1932 roku została włączona do powiatu bialskiego. Podczas okupacji gmina należała do dystryktu lubelskiego (w Generalnym Gubernatorstwie). Według stanu z dnia 1 lipca 1952 roku gmina Bohukały składała się z 15 gromad.
Jednostka została zniesiona 29 września 1954 roku wraz z reformą wprowadzającą gromady w miejsce gmin. Z obszaru gminy utworzono Gromadzkie Rady Narodowe w Błoniu, Kijowcu, Łobaczewie Dużym, Olszynie i Pratulinie. Po reaktywowaniu gmin z dniem 1 stycznia 1973 roku gminy Bohukuły nie przywrócono.